# 富山県立砺波高等学校
富山県立砺波高等学校（とやまけんりつ となみこうとうがっこう、英: Toyama Prefectural Tonami High School）は、富山県砺波市東幸町にある公立の高等学校。通称は「砺高（とこう）」。
かつては定時制の分校が高波、鷹栖、林、東般若、戸出、若林に存在していた。

## 沿革
- 1908年（明治41年）11月17日 - 富山縣立礪波中學校として創立。翌年4月に開校の認可がおりる[2]。
- 1909年（明治42年）
  - 2月19日 - 富山県告示第五十五号にて礪波中學校の設立が告示される[3]。
  - 4月1日 - 富山県内4番目の中学校として正式に発足し、開校[4]。
- 1933年（昭和8年）10月28日 - 校旗を樹立[5]。
- 1948年（昭和23年）
  - 4月1日 - 学制改革により富山県立砺波高等学校と改称[6][7]。
  - 6月25日 - 戸出町立戸出高等学校が富山県立砺波高等学校戸出分校となる[8]。
  - 9月11日 - GHQモデルの小学区制・共学化・総合選抜制により商業科も設置、富山県立出町高等学校（旧出町高女）を統合し、富山県立出町高等学校と改称[9]。
- 1949年（昭和24年）10月10日 - 18時30分頃、校舎東側運動場沿いの生物準備室より出火、講堂、本館、教室などを焼失[10]。
- 1950年（昭和25年）
  - 10月3日 - 新校舎の地鎮祭（同年12月15日に起工式）[11]
  - 10月21日 - 新校歌を発表[12]。
- 1951年（昭和26年）
  - 8月 - 新校舎完成。同年9月8日に3年生が新校舎へ移り、同年9月10日に落成式を挙行[11]。9月12日には2年生も新校舎へ移り定時制夜間部も新校舎で授業開始[13]。
  - 12月13日 - 新校舎の第二期工事が完成[14]。これにより12月20日には1年生も新校舎に移転（全校生徒職員の新校舎への移転が完了）
- 1952年（昭和27年）
  - 4月1日 - 富山県立砺波高等学校と改称[6]。
  - 11月11日 - 体育館（鉄骨木造）起工式[15]。
- 1953年（昭和28年）
  - 1月31日 - 新校舎第三期工事完成[16]。
  - 4月13日 - 体育館竣工[14]。
  - 6月11日 - 新校舎の総合落成式を挙行[16]。
- 1956年（昭和31年）
  - 3月 - 定時制林分校廃止[17]。
  - 10月12日 - 第二講堂の起工式を挙行[18]。
- 1957年（昭和32年）
  - 3月31日 - 鉄骨木造防火モルタル塗装の第二講堂が竣工（同年4月16日に落成式を挙行）[19]。
- 1958年（昭和33年）
  - 3月 - 体育館を56坪増築[17]。
  - 4月 - 工業科（電気科）を新設[20]。
- 1959年（昭和44年）1月13日 - 機械化の実習室が旧砺波中学校跡地にて完成[21]。
- 1960年（昭和35年）
  - 4月 - 富山県立戸出女子高等学校（現・富山県立高岡南高等学校）が独立[22]。電気科を設置[23]。
  - 6月27日 - 機械科校舎完成[23]。
  - 9月24日 - 校舎南側に生徒食堂（木造2階建て耐火モルタル式、階上は図書閲覧室兼視聴覚教室）が完成[24]。
- 1962年（昭和37年）4月1日 - 工業科を新設の砺波工業高等学校に移管[25]。
- 1967年（昭和43年）4月 - 商業科募集停止（1969年〔昭和44年〕3月に最後の卒業式）[26]
- 1969年（昭和44年）4月 - 理数科を設置[26]。
- 1978年（昭和53年）12月21日 - 第3棟の一部を解体[27]。
- 1979年（昭和54年）
  - 1月16日 - 改築工事起工式[28]
  - 11月13日 - 鉄筋コンクリート3階建ての第1期工事が竣工[28]。
  - 12月20日 - 旧校舎第3棟の残余部分を撤去[28]。
- 1980年（昭和55年）11月29日 - 第二期工事着工[29]。
- 1981年（昭和56年）
  - 10月5日 - 第二期工事完工[29]。
  - 12月 - 翌1982年（昭和57年）にかけて、最後まで残っていた旧校舎の一部が解体される[29]。
- 1982年（昭和57年）
  - 6月21日 - 松鷹会館[注 1]（鉄筋コンクリート一部4階建て）の起工式を挙行[31]。
  - 10月14日 - 松鷹会館の上棟式[30]。
  - 11月17日 - 松鷹会館の定礎式[30]。
  - 12月11日 - 松鷹会館の落成式[30]。
- 1985年（昭和60年）11月15日 - 第二体育館着工（同年12月7日起工式）[32]。
- 1986年（昭和61年）9月 - 第二体育館（鉄筋2階建て1階ピロティ―）落成[32]。
- 1992年（平成4年）3月 - 新テニスコートが完成[33]。
- 1993年（平成5年）10月 - 第一体育館着工[34]。
- 1994年（平成6年）
  - 10月 - 鉄骨鉄筋コンクリート2階建て延床面積2,638m2、1階ピロティおよび格技室、更衣室、部室、2階アリーナとステージで構成された新第一体育館が竣工[34]。
  - 11月10日 - 新第一体育館の竣工記念式典を挙行[35]。
  - 12月 - 富山県内最古の体育館となっていた[36]旧体育館が解体される[35]。
- 2011年（平成23年）3月31日 - 理数科を募集停止し、普通科のみの募集となる[6]。

## 設置学科
- 普通科

## 部活動
- 運動部 - 陸上競技、バスケットボール、卓球、ソフトテニス、ラグビー、バドミントン、柔道、剣道、バレーボール、サッカー、野球
- 総務部・文化部 - 広報、吹奏楽、合唱、ESS・科学、演劇・美術、茶華道

## 出身者
- 瀬島龍三 - 陸軍中佐、伊藤忠商事元会長（第16回、東京陸軍幼年学校入学のため中退）[37]
- 片岡清一 - 郵政大臣（第16回）[38]
- 若狭得治 - 逓信省管船局、運輸事務次官、全日本空輸（全日空）元社長（第19回）
- 松本正雄 - 建築技師、小矢部市長。松鷹会館（1979年建設）を設計（第22回）[39]
- 綿貫民輔 - 国民新党元代表、第70代衆議院議長
- 鷹西美佳 - 元日本テレビアナウンサー
- 橋本星奈 - チューリップテレビアナウンサー
- 熊野智元 - 北日本放送記者（元アナウンサー）
- 武部知春 - 元北日本放送アナウンサー
- 柴田崇徳 - ロボット工学者
- 太田昌克 - 共同通信記者
- 上田大樹 - 映像ディレクター
- 真田信治 - 大阪大学名誉教授
- 山室大輔 - テレビドラマ演出家
- 石岡ショウエイ - 漫画家
- 山本久男 - やり投選手
- 山田和 - ノンフィクション作家

## 校歌
作詞：室生犀星、作曲：弘田龍太郎

## アクセス
- JR城端線砺波駅から徒歩約10分。